# Biaix interracial
El biaix interracial és la percepció errònia dels membres d'una altra raça com a físicament molt similars, és a dir es dona quan un individu d'un grup ètnic no pot distingir bé els trets facials de membres d'un altre grup, per desconeixença i etnocentrisme. S'ha trobat en diferents cultures i sol ser recíproc, per exemple per un europeu pot afirmar que veu tots els orientals idèntics però una persona xinesa també afirma que tots els blancs són força semblants.
Aquest biaix no afecta solament al reconeixement de la identitat (diferenciar individus) sinó altres trets físics, com l'expressió facial de les emocions